# فرد هوارد (لاعب كرة قاعدة)
فرد هوارد (بالإنجليزية: Fred Howard)‏ هو لاعب كرة قاعدة أمريكي، ولد في 2 سبتمبر 1956 في بورتلاند في الولايات المتحدة.

## وصلات خارجية
- فرد هوارد على موقعبيزبول رفرنس.كوم (الدوري الرئيسي) (الإنجليزية)
- فرد هوارد على موقعبيزبول رفرنس.كوم (الدوري الثانوي) (الإنجليزية)
- فرد هوارد على موقع مشجعي الرسوم البيانية (الإنجليزية)